# Seo Jun-young
Seo Jun-young (en hangul, 서준영) (24 de abril de 1987) (nombre de nacimiento: Kim Sang Goo) es un actor surcoreano. Más conocido por sus roles en la premiada película independiente Bleak Night, en el drama histórico Deep Rooted Tree y en la película para adultos Eighteen (también conocida como Whirlwind). 

## Carrera
En 2016 apareció como invitado durante el episodio 15 de la serie Another Miss Oh donde interpretó a la cita a ciegas de Hae-young (soil).

## Filmografía

### Películas
| Año  | Título                | Personaje      |
| ---- | --------------------- | -------------- |
| 2006 | Bewitching Attraction | young Suk Gyu  |
| 2010 | Eighteen              | Kim Tae Hoon   |
| 2011 | Bleak Night           | Dong Yoon      |
| 2012 | My Back Page          | Umeyama        |
| 2014 | Broken                | Park Hyeon Soo |
| 2014 | Speed                 | Lee Choo Won   |

### Series de Televisión (Dramas)
| Año  | Título                                         | Rol                                   | Canal     |
| ---- | ---------------------------------------------- | ------------------------------------- | --------- |
| 2005 | Biscuit Teacher and Star Candy                 | Park Jae Jin                          | SBS       |
| 2005 | Marrying a Millionaire                         | Kim Tae Hoon                          | SBS       |
| 2006 | Sharp 3                                        | Park Yi Joon                          | KBS2      |
| 2007 | Like Land and Sky                              | Song Ji Min                           | KBS       |
| 2007 | The Devil                                      | Kang Oh Soo (joven)                   | KBS2      |
| 2007 | War of Money - Bonus Round                     | Kim Byul                              | SBS       |
| 2007 | Kimcheed Redish Cubes                          | Jung Dong Min                         | MBC       |
| 2007 | Yeon Gaesomun                                  | Yeon Heonseong                        | SBS       |
| 2008 | King Sejong the Great                          | Gran príncipe Suyang                  | KBS       |
| 2008 | My Pitiful Sister                              | Lee Deok San (joven)                  | KBS       |
| 2009 | A Goose's Dream                                | Min Seung gi                          | OBS       |
| 2009 | Again, My Love                                 | Lee Jung Hoon (joven)                 | KBS2      |
| 2009 | He Who Can't Marry                             | Tae Yeol (Ex enamorado de Yoo Jin)    | KBS       |
| 2009 | Soul                                           | Shin Ryu (joven)                      | MBC       |
| 2010 | Drama Especial:"The Scary One, The Ghost and I | Kim Yong Soo (joven)                  | KBS2      |
| 2010 | Grudge: The Revolt of Gumniho                  | Chun Woo                              | KBS2      |
| 2010 | Smile, Mom                                     | Lee Kang So                           | SBS       |
| 2011 | Deep Tooted Tree                               | Gran Príncipe Gwangpyeong             | SBS       |
| 2011 | My One and Only                                | Ki Woon Chan                          | KBS       |
| 2012 | To The Beautiful You                           | Ha Seung Ri                           | SBS       |
| 2013 | Drama Especial: "Sirius"                       | Eun Chang/Shin Woo                    | KBS2      |
| 2013 | Unemployed Romance                             | Song Wan Ha                           | E Channel |
| 2013 | Wang's Family                                  | Camafeo - Episodio 18                 | KBS2      |
| 2014 | Drama Especial: "The Dirge Singer"             | Yoon Soo                              | KBS2      |
| 2014 | Secret Door                                    | Shin Heung Bok (Camafeo episodio 1-2) | SBS       |
| 2014 | Tears of Heaven                                | Lee Ki Hyun/Cha Sung Tan              | MBN       |
| 2016 | Another Miss Oh                                | Cita de Hae-young (soil)              | tvN       |

### Apariciones en videos musicales
| Año  | Canción                     | Artista    |
| ---- | --------------------------- | ---------- |
| 2004 | "Let's Break up"            | Yoon Gun   |
| 2005 | "As We Live"                | SG Wannabe |
| 2005 | "Sin and Punishment"        | SG Wannabe |
| 2007 | "Be Burnt Completely Black" | M to M     |
| 2008 | "Lalala"                    | SG Wannabe |
| 2010 | "Good"                      | Daybreak   |

## Premios y nominaciones
| Año  | Premio                                        | Categoría                     | Trabajo Nominado | Resultado |
| ---- | --------------------------------------------- | ----------------------------- | ---------------- | --------- |
| 2009 | 35ava Seoul Independent Film Festival         | Mejor actor independiente     | Eighteen         | Ganó      |
| 2011 | 32ava Blue Dragon Film Awards                 | Mejor Nuevo Actor             | Bleak Night      | Nominado  |
| 2011 | 19.os Korean Culture and Entertainment Awards | Mejor Nuevo Actor             | Bleak Night      | Ganó      |
| 2013 | KBS Drama Awards                              | Mejor Actor en Drama Especial | Sirius           | Nominado  |